# Club Social y Deportivo Cotopaxi
El Club Social y Deportivo Cotopaxi es un equipo de fútbol profesional de Latacunga, Provincia de Cotopaxi, Ecuador. Fue fundado el 10 de agosto de 1979. Actualmente juega en la Segunda Categoría de Ecuador.
Está afiliado a la Asociación de Fútbol No Amateur de Cotopaxi.

## Uniforme

Bandera de Cotopaxi.

- Uniforme titular: Camiseta mitad roja y mitad azul, pantalón mitad rojo y mitad azul y, medias rojas.
- Uniforme Alternativo: Camiseta blanca, pantalón blanco, medias blancas.

El uniforme del Deportivo Cotopaxi está inspirado directamente en los colores de la bandera de Cotopaxi.
El azul simboliza los perennes cielos azules sobre la provincia de Cotopaxi y la fidelidad de sus aficionados; y el rojo simboliza la pasión por el fútbol y el amor al deporte.

## Rivalidades

### Clásicos
Deportivo Cotopaxi vs. Club Atlético River Plate Riobamba
Deportivo Cotopaxi vs. Técnico Universitario
Deportivo Cotopaxi vs. Macará

## Palmarés

### Torneos Provinciales
| Competición                          | Títulos                                                                 | Subcampeonatos          |
| ------------------------------------ | ----------------------------------------------------------------------- | ----------------------- |
| Segunda Categoría de Cotopaxi (12/4) | 1983, 1984, 1985, 1986, 1988, 1990, 1992, 2000, 2004, 2005, 2007, 2012. | 1991, 1993, 1995, 2011. |